# Article 32 de la Constitution de la Cinquième République française
Article 31 Article 33

## Texte
« Le président de l'Assemblée nationale est élu pour la durée de la législature. Le président du Sénat est élu après chaque renouvellement partiel. »
— Article 32 de la Constitution du 4 octobre 1958